# Anguille de Nouvelle-Zélande
Anguilla dieffenbachii
Espèce
Statut de conservation UICN

 EN A2bd : En danger
L’Anguille de Nouvelle-Zélande (Anguilla dieffenbachii) est une espèce de poissons de la famille des anguillidés.